# Municipio de Randolph (Arkansas)
El municipio de Randolph (en inglés: Randolph Township) es un municipio ubicado en el condado de Desha en el estado estadounidense de Arkansas. En el año 2010 tenía una población de 5266 habitantes y una densidad poblacional de 60,08 personas por km².

## Geografía
El municipio de Randolph se encuentra ubicado en las coordenadas 33°54′54″N 91°30′31″O / 33.91500, -91.50861. Según la Oficina del Censo de los Estados Unidos, el municipio tiene una superficie total de 87.65 km², de la cual 87,51 km² corresponden a tierra firme y (0,16 %) 0,14 km² es agua.

## Demografía
Según el censo de 2010, había 5266 personas residiendo en el municipio de Randolph. La densidad de población era de 60,08 hab./km². De los 5266 habitantes, el municipio de Randolph estaba compuesto por el 31,31 % blancos, el 64,13 % eran afroamericanos, el 0,09 % eran amerindios, el 0,42 % eran asiáticos, el 3,36 % eran de otras razas y el 0,68 % eran de una mezcla de razas. Del total de la población el 5,39 % eran hispanos o latinos de cualquier raza.